# Cire à cacheter
Pour les articles homonymes, voir Cire (homonymie).

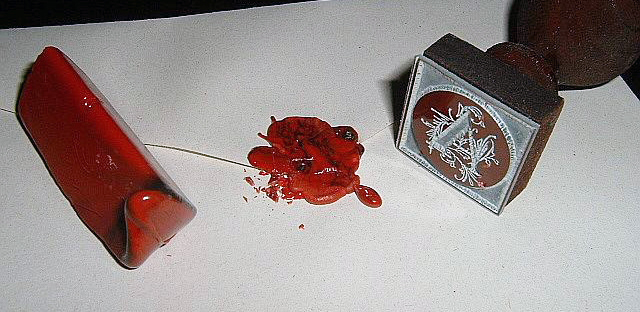
Un sceau et un bâton de cire à cacheter.

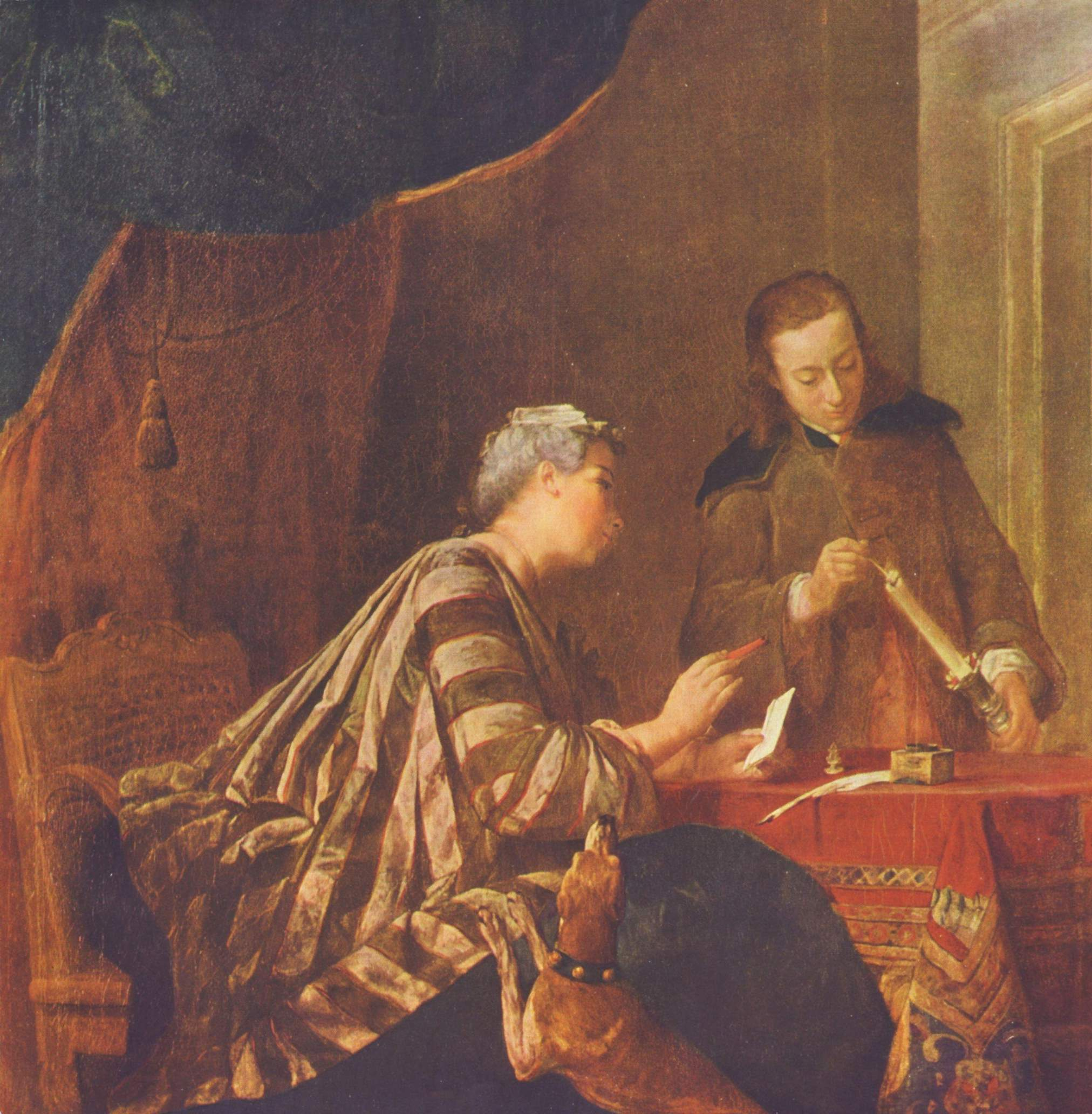
Jean Siméon Chardin. Une femme occupée à cacheter une lettre 1732. Dans sa main un bâton de cire à cacheter.

La cire à cacheter est une matière employée pour les sceaux et cachets. Elle était au XIXe siècle généralement à base de gomme laque et de térébenthine, colorée au cinabre toxique, utilisée pour sceller les lettres et papiers.

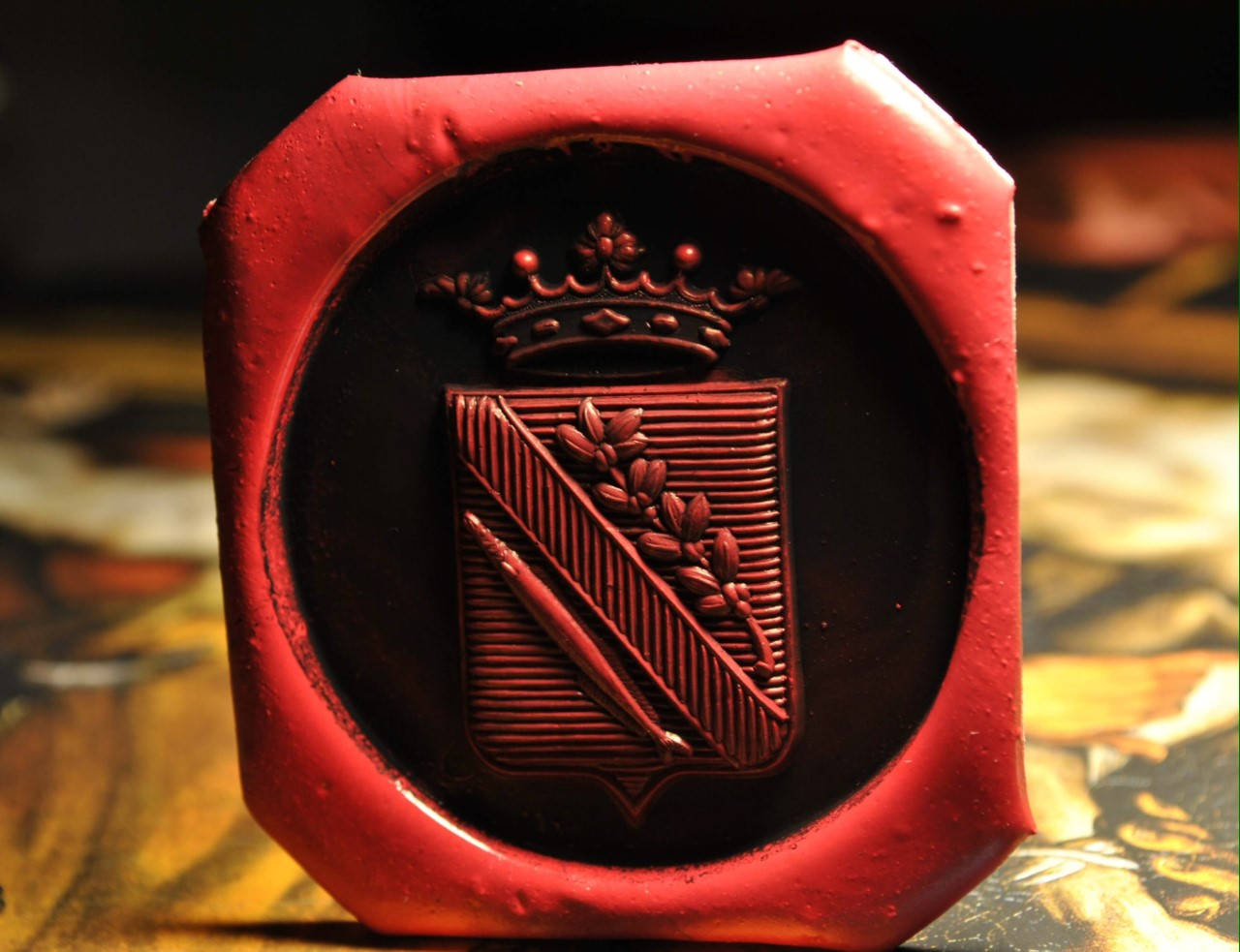
Cire à cacheter du sceau de la famille Ciciarelli.

La cire se présente très souvent sous forme de « bâton » ou « pain » de section ronde ou carrée, parfois triangulaire.

## Histoire
Le sceau de cire médiéval est obtenu à partir d'une galette ou boule de couleur brunâtre de cire naturelle d'abeille, agrémentée dès le XIIe siècle de colorants pour donner des cires marron, jaunes, vertes ou rouges.
Au XVIIe siècle, une cire connue aujourd'hui sous le nom de « cire d'Espagne » serait inventée, sous le règne de Louis XIII, par un sieur Rousseau à Perpignan (Le nom « cire d'Espagne » venant du fait que Perpignan est alors espagnole). On dit que l'inventeur, qui a fait une belle fortune avec cette cire, en avait connu la composition aux Indes orientales, où il avait voyagé. 
Les matières utilisées sont la gomme laque, la térébenthine, poix, craie, et des colorants de types oxydes métalliques permettant de donner des couleurs rouges (cinabre ou sulfure de mercure, oxyde de plomb). La teinte jaune était obtenue à base également d'un oxyde de plomb (appelé « massicot ») ou d'ambre pulvérisé, ou plus tard de gomme-gutte (jaune du Cambodge). La teinte verte était fournie par le vert-de-gris (oxyde de cuivre), la teinte noire par du noir de fumée ou du « noir de lies de vin brûlées ». Certaines substances toxiques ne sont plus utilisées aujourd'hui.
Le « Chauffe cire » (Calefactor cerœ) est un officier de chancellerie qui amollit, prépare la cire pour la rendre propre à sceller. Le « Cirier de la grande chancellerie » est un officier chargé de faire faire la préparation de la cire pour les sceaux du roi.

Au XIXe siècle, la cire à cacheter est du ressort du cirier. C'est toujours la cire à base de gomme laque qui est fabriquée,,.
Au XXe siècle, s'il est possible de toujours se procurer des cires « traditionnelles » à base de colophane et de térébenthine, des cires synthétiques, à base de polymères thermoplastiques sont apparues.

## Dans un atelier auXIXesiècle
La cire à cacheter, appelée aussi cire d'Espagne, « n'est autre chose qu'une combinaison de substances résineuses, et par conséquent inflammables, et d'une substance colorante, le plus souvent prise dans la classe des oxydes métalliques. Elle se durcit par le refroidissement, et sert pour sceller le papier, auquel elle doit s'attacher fortement lorsqu'elle est de bonne qualité. La bonne cire à cacheter s'enflamme facilement, sans répandre une fumée trop épaisse, ce qui annoncerait qu'elle contient une trop grande proportion de térébenthine ; il ne faut pas qu'elle coule lorsqu'elle est enflammée. »

### De la fabrication en Inde
Les Indiens, qui récoltent dans leur pays la gomme laque, sont les premiers qui aient fabriqué la cire à cacheter comme on la connaît au XIXe siècle.
« Ils emploient la gomme laque en bâtons, ils y ajoutent une petite quantité de térébenthine de Venise et le vermillon de la Chine. Les premiers échantillons de cette cire qui parvinrent en Europe furent portés à Venise ; de là ils passèrent en Portugal, et les Espagnols ensuite en eurent connaissance. Ce dernier peuple en fit un grand commerce, et c'est de cette dernière nation que lui est venu le nom de cire d'Espagne. La France ne tarda pas longtemps à connaître la composition de ce nouveau produit de l'industrie ; elle s'en appropria la fabrication, qu'elle porta à un plus grand degré de perfection que n'avaient pu atteindre les autres Européens.
Jusqu'alors la cire à cacheter, fabriquée dans les Indes orientales, avait conservé sur toutes les autres une supériorité incontestable. En voici la raison : les Indiens sont obligés de liquéfier la gomme laque en bâtons pour la purifier de toutes les parties hétérogènes qu'elle contient avant de la livrer au commerce. Pendant qu'elle est encore liquide, ils y mêlent le vermillon de la Chine, avec une très petite quantité de térébenthine ; ils en forment une cire à cacheter excellente. Les Européens reçoivent la gomme laque après cette première fusion et le refroidissement qui lui a succédé ; ils sont obligés de la fondre de nouveau, et dans cette seconde opération, elle prend un degré de sécheresse si grand, que la cire qui en provient est cassante et a peine à fondre.
Cette vérité a été constatée par un savant français qui a pu parvenir à se procurer la laque en bâton (stick-lac), c'est-à-dire dans son état naturel, et a obtenu par la première fusion, en opérant comme les Indiens, de la cire à cacheter aussi parfaite que celle qui est apportée des Indes orientales.
Nos fabricants, après beaucoup d'essais, se sont aperçus que la gomme laque en feuilles, qui est celle qu'ils emploient, manquait de moelleux ; ils sont parvenus à lui restituer celui qu'elle a perdu par la première et par la deuxième fusion, par une addition suffisante de belle térébenthine ; mais cette quantité est plus grande que celle que les Indiens emploient. »

### Matériaux
Avant de passer à la manipulation de la cire à cacheter, il est important de faire connaître les caractères auxquels le fabricant peut distinguer facilement les diverses qualités des matières premières qu'il doit employer.

#### Gomme laque
. 

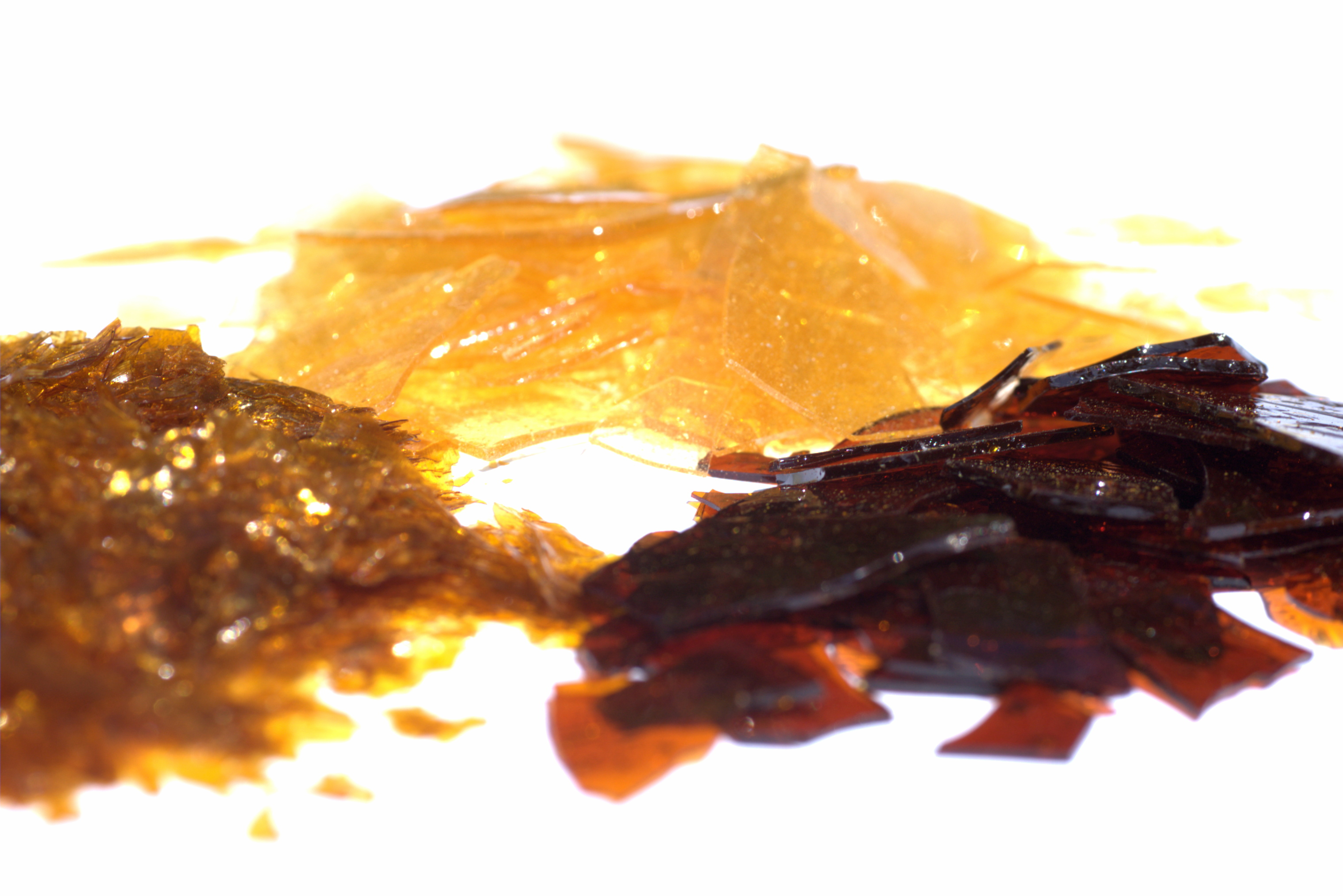
Gomme laque trois couleurs.

« On en trouve dans le commerce de trois qualités différentes, elle est en feuilles :
- la première qualité est blonde ; elle est bien fondante au feu, et ne laisse pas de résidu après la combustion ;
- la seconde qualité est un peu plus brune et plus épaisse que la première ; elle fond bien au feu, et ne laisse aucun résidu après la combustion ;
- la troisième qualité est d'un brun-rougeâtre ; elle fond plus difficilement que les deux premières, et laisse un résidu après la combustion.

Les deux premières qualités servent à faire les cires colorées ; mais la troisième n'y est pas propre, parce qu'elle y absorbe trop de couleur pour masquer la couleur brun-rougeâtre qui lui est propre. On ne l'emploie que pour faire la cire noire. La troisième qualité doit sa couleur brun-rougeâtre à un trop grand coup de feu qu'on a été forcé de lui donner à la première fonte, parce qu'elle n'était pas assez fondante. »

#### Térébenthine
Le commerce en fournit de trois qualités différentes :
- la première qualité est sans contredit celle de Venise, nom qui lui vient de ce qu'elle est commercialisée là bas ; elle est très limpide et a une odeur de citron. La Térébenthine de Venise, est obtenue par la distillation de la résine de mélèze, (Larix occidentalis), et parfois aussi de certains pins ;
- la seconde qualité vient de la Suisse (Briançon) ; elle est claire et blanchâtre, et n'a aucune odeur ;
- la troisième qualité est celle de France (Bordeaux), on la distingue dans le commerce sous le nom de « térébenthine de Bordeaux » ; elle est blanche et épaisse, et a une odeur forte et désagréable.

#### Cinabre

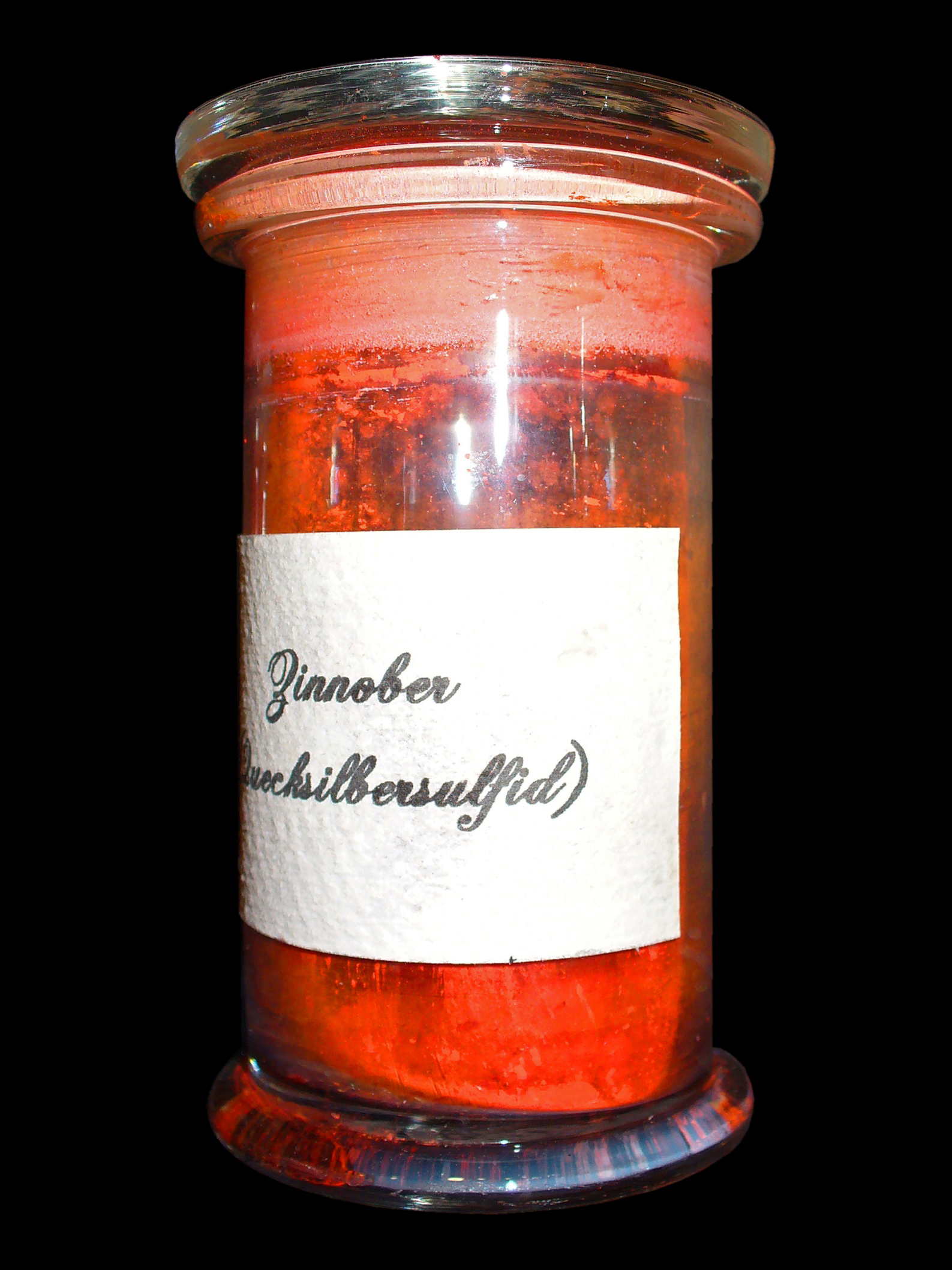
Bocal de pharmacie contenant de la poudre de cinabre (zinnober en allemand).

On en emploie aussi de trois qualités différentes :
- la première qualité est le Cinabre ou vermillon de la Chine ; il est d'un rouge vif, aussi le distingue-t-on sous le nom impropre de carmin ;
- la seconde qualité est le cinabre d'Allemagne ; il a une couleur rouge-orangé ;
- la troisième qualité est le cinabre de France ; il tient le milieu entre le vermillon de la Chine et le cinabre d'Allemagne, mais il a quelquefois le défaut de noircir au feu.

Le Cinabre, un sulfure de mercure, est toxique. Il n'est plus utilisé aujourd'hui pour colorer les cires.

### Fabrication
« Nous ne nous attacherons pas à donner ici les recettes diverses pour fabriquer toutes les qualités inférieures des cires à cacheter ; nous nous bornerons à décrire les moyens de fabriquer la cire de première qualité; nous donnerons ensuite des notions générales sur la fabrication des qualités inférieures. »

#### Préparation des substances
« Quatre parties de gomme laque de première qualité, une partie de térébenthine de Venise, et trois parties de vermillon de la Chine, le tout en poids, c'est-à-dire quatre onces de gomme laque, une once de térébenthine, et trois onces de cinabre.
Dans une chaudière destinée à cette opération, placée au-dessus d'une braisière remplie de charbons allumés, on fait fondre avec précaution la gomme-laque ; on y verse ensuite la térébenthine ; on agite avec deux bâtons ronds dont on tient un de chaque main, et enfin, on ajoute le vermillon en remuant toujours fortement. Lorsque ces substances sont bien mélangées, on forme les bâtons. »

### Formation des bâtons
« Formation des bâtons. Il y a deux espèces de bâtons de cire à cacheter ; les uns sont ronds ou carrés, les autres sont ovales, unis ou cannelés, et couverts, sur une face seulement, de dessins ou d'ornements, et du nom du fabricant, ce qui constitue deux manières d'opérer.
Pour former les bâtons ronds, l'ouvrier pèse une certaine quantité de matière lorsqu'elle est figée, mais pendant qu'elle est encore molle; il en prend une quantité suffisante pour faire six bâtons, c'est-à-dire une demi-livre si la cire doit être composée de douze bâtons, quatre onces si la livre doit avoir vingt-quatre bâtons et ainsi de suite. Il travaille sur une forte table percée d'un grand trou dans son milieu; au-dessous de ce trou, à une hauteur convenable, est une cassolette pleine de braise, et au-dessus une plaque de bois ou de marbre bien dressée et bien unie; mais le marbre vaut mieux parce qu'il est moins sujet à se déformer pur la chaleur. L'ouvrier pose la composition pesée comme nous venons de le dire, sur la plaque de marbre ; il l'allonge d'abord en l'étirant avec ses mains, aussi également qu'il le peut, à quelques pouces près de la longueur convenable pour les six bâtons ; ensuite, à l'aide de la polissoire, il l'arrondit et l'étire jusqu'à la longueur voulue. Alors il passe son travail à un ouvrier qui le polit. La polissoire, est une planche rectangulaire, faite en bois dur, bien unie en dessous et surmontée d'une poignée. Il mouille cette polissoire comme nous l'avons fait observer pour rouler les bougies et les cierges.
Le second ouvrier roule, à l'aide d'une polissoire semblable, qui peut être en bois, mais qui vaut mieux en marbre bien poli par-dessous, sur un marbre bien dressé et bien poli, jusqu'à ce que le bâton soit entièrement froid, ensuite il polit ces bâtons. »

#### Polissage des bâtons
Ce polissage consiste à donner le brillant à la cire par le moyen du feu. Pour y parvenir, l'ouvrier se sert d'un fourneau particulier, qu'on nomme fourneau à grilles. Ce fourneau est formé de trois pièces: 
- d'une braisière, en fonte de fer, et à trois pieds ;
- de deux réchauds à grilles. Ces réchauds sont disposés de manière que les grilles se regardent. On place d'abord, dans le fond, des charbons allumés, ensuite on le remplit de charbon, et on le laisse quelques instants pour qu'il s'allume.

« Tout étant ainsi disposé, et le fourneau à grilles placé sous un manteau de cheminée, destiné à porter au dehors les vapeurs d'acide carbonique qui s'échappent du charbon, et qui sont mortelles, l'ouvrier, assis en face du fourneau, passe les bâtons entre les deux grilles, en tournant continuellement d'un bout à l'autre, jusqu'à ce que la chaleur du feu leur ait donné le brillant. Il laisse refroidir assez pour ne pas altérer le poli avec les doigts, mais pas assez pour que la cire soit entièrement froide et cassante. Au moment convenable, il marque profondément la longueur du bâton, à l'aide du compas ou moule, dont les deux parties sont tranchantes, afin de les casser facilement, lorsque les bâtons sont parfaitement refroidis.
Les bâtons carrés ne sont guère d'usage; mais lorsqu'on veut en avoir, c'est le même ouvrier qui lui donne cette forme, en les aplatissant pendant que la cire est encore molle.
Lorsque les bâtons sont bien secs et coupés, on les approche de très près, par les deux bouts, de la flamme d'une lampe ou d'une bougie, sans les plonger dedans, ce qui les noircirait; et lorsque le bout est assez mou, on applique un cachet en creux, qui donne d'un côté le numéro de la cire, et de l'autre, la marque du fabricant.
Les bâtons ovales, cannelés ou non, se font dans des moules; on y coule dedans la pâte liquide, et on laisse refroidir; ensuite on les place dans d'autres moules en acier poli, qui portent les impressions et les divers ornements que le fabricant a adoptés, ainsi que son nom et la qualité de la cire. Les bâtons sortent parfaitement polis de ces moules. »

### Variantes

#### Cires à cacheter de couleurs
« Ou appelle cires à cacheter de couleurs, celles qui ne sont pas rouges; elles se font de la même manière, c'est la même composition, avec la seule différence qu'on substitue, au cinabre ou au vermillon, la couleur en poudre qu'on veut lui donner. Nous avons déjà dit quelles couleurs sont prises parmi les oxydes métalliques: il n'y a d'exception que pour le bleu et le vert surtout, dans lequel on emploie l'indigo. »

#### Cires marbrées
« Les cires marbrées se fabriquent par un procédé analogue à celui qu'on emploie pour faire le papier marbré. On a plusieurs chaudières, dans chacune desquelles est une composition colorée, du ton et de la couleur qui doit entrer dans la marbrure. On verse ces cires, les unes après les autres, dans la chaudière qui contient celle qui doit faire le fond, et l'on agite fortement avec les bâtons. Cette cire n'étant pas fluide, s'interpose irrégulièrement entre la cire du fond, et la marbrure est très-agréable. Il ne faut qu'un peu d'intelligence et de goût pour réussir parfaitement. »

#### Cire d'or
« La cire d'or se fait de la même manière que la cire de couleur; elle n'est pas marbrée. On y verse de la poudre d'or, lorsqu'elle n'est plus fluide, et l'on agile fortement. Les paillettes se répandent dans la masse et imitent l'aventurine, lorsque le fond est d'un rouge-brunâtre. On appelle poudre d'or, une espèce de mica, qui porte le nom d'or de chat, et dont on se sert pour répandre sur l'écriture, afin de dessécher l'encre. »

#### Cire parfumée
« La cire parfumée ne diffère de celles que nous venons de décrire que par l'odeur qu'on y fait entrer. On peut donner telle odeur qu'on désire, pourvu qu'on se serve d'huiles essentielles. L'odeur qu'on emploie le plus ordinairement est le musc. On verse l'essence lorsque la composition se fige, et l'on brasse bien, afin de la répandre uniformément. »

#### Cire noire
« La cire noire se fait comme la cire rouge mais (Au lieu de cinabre, on y incorpore du noir de fumée de Paris: ce noir est plus léger et plus gras que celui d'Allemagne. On emploie la gomme laque de troisième qualité, et la térébenthine de Suisse. »

#### Basse qualité
« Dans les cires en basse qualité, on diminue de plus en plus la proportion de gomme laque, et l'on augmente celle des résines, au point que dans les plus inférieures, on ne met pas du tout de gomme laque, ce qui fait que ces cires ne tiennent pas sur le papier, cette adhésion n'étant due qu'à la gomme laque. On diminue aussi proportion des couleurs fines, qui seraient trop chères, on les remplace par des substances de plus basse qualité; cependant, pour leur donner un bel aspect, on les dore, c'est-à-dire qu'on les couvre d'une pellicule de couleur fine. Pour cela, l'ouvrier qui polit les bâtons a, près de lui, une boite ouverte par un des petits côtés, qui contient de la matière de belle cire à cacheter, réduite en poudre. Lorsqu'il a ramolli le bâton entre les fourneaux à grilles, il le plonge dans la poussière dont nous venons de parler; elle s'y attache; il présente le bâton entre les deux, grilles; cette couverture se fond, se polit, et le bâton parait, à l'extérieur, aussi beau que la cire la plus fine. Il faut le casser pour juger de sa qualité. »

### Prix
« C'est à l'extrême obligeance de M. Thibault, l'un des meilleurs fabricants de Paris, que bons devons tous les détails dans lesquels nous sommes entrés. La manufacture de M. Thibault est, en ce genre, une des plus importantes de la Capitale; il y emploie douze ouvriers, prix de ses cires à cacheter sont les suivants: La cire rouge carmin, première qualité, 8 fr. le paquets de vingt bâtons, il n'y a que vingt bâtons, à cause du cinabre, qui est une substance très lourde. La cire marbrée ou du couleur (ou n'en fait pas de plusieurs qualités) se vend 8 fr. le paquet de vingt-quatre bâtons. »
- La cire rouge, vermillon d'Allemagne, 7 fr. 50 cent. le paquet de vingt bâtons.
- Et en diminuant de 50 en 50 cent., jusqu'à 40 cent. pour les cires de la plus basse qualité.

Les magasins de M. Thibault sont à Paris, rue de la Verrerie, no 46.

## Utilisations modernes

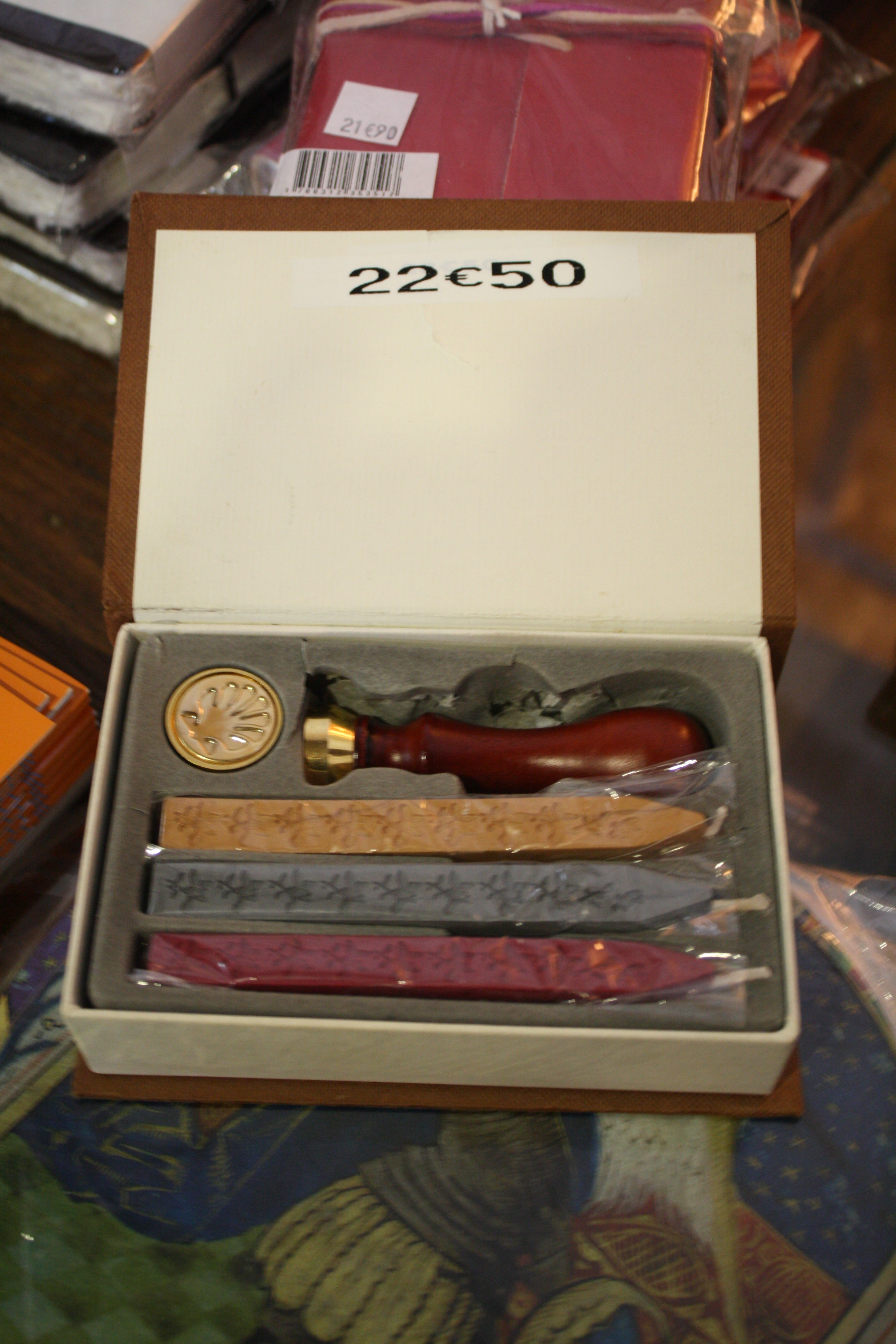
Set de cire à cacheter fantaisie.

En 2011, on trouve sur le marché de la cire à cacheter traditionnelle à base de colophane et de térébenthine dans une assez large variété de coloris.
C'est une cire généralement brillante, qui se travaille à la flamme sur un brûleur ou chauffée à la cuillère.
L'utilisation de machines de tri automatique du courrier à la Poste ayant tendance à casser les cachets faits à la cire traditionnelle, les fabricants ont sorti une nouvelle génération de cire, à base de polymères thermoplastiques et de divers additifs. Ces cires, meilleur marché, ont une excellente adhérence sur le papier (elles sont pratiquement impossibles à arracher) et restent souples en permanence (elles ne cassent pas). Elles peuvent certes s'appliquer traditionnellement à la flamme, mais ont été d'abord conçues pour un usage avec un pistolet chauffant très similaire au pistolet à colle thermofusible.
Un sceau ne permet plus de garantir l'authenticité d'un document. En permettant de réaliser des empreintes remarquables, des matériaux modernes comme le silicone ruinent la garantie de confidentialité et d'authenticité des sceaux en cire. D'autres systèmes se sont développés. Une forme très courante sont les emballages à témoin d'ouverture, provoquant une déformation irréversible du système s'il a été ouvert. Des systèmes de scellement de document de type ruban à cacheter, fabriqués notamment par la firme 3M, adhèrent à la plupart des surfaces (papier, métal, plastique, bois, verre). Toute tentative d'ouverture est sanctionnée : une empreinte de couleur reste après le décollement, la délamination du support, des amorces de déchirure sur les bords dentelés.

## Autres applications
- En marbrerie la cire à cacheter servait à mastiquer les marbres filardeux et à rejoindre les éclats qui pouvaient se faire dans la taille des moulures ou autres.
- Les bouteilles de vins en complément du bouchon étaient cachetées avec un mélange de suif, de cire et de résine additionné d'un colorant (bleu de Prusse, ocre...) afin de protéger les bouteilles et les bouchons de toute agression extérieure. On utilise maintenant la capsule de surbouchage. La cire à cacheter est encore parfois utilisée.
- Le premier modèle de cyclotron de Lawrence, fait de fils et de cire à cacheter, a coûté probablement 25 USD en tout.